# Станція юних натуралістів

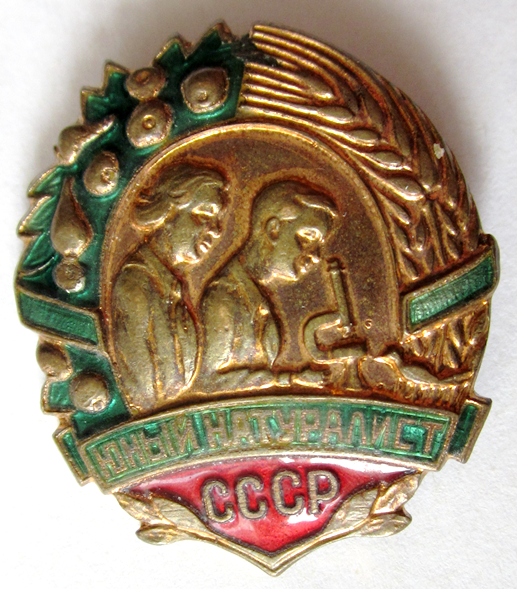
Значок юного натураліста СРСР

Станції юних натуралістів — позашкільні дитячі установи в СРСР (і УРСР), організаційні й інструкторські методичні центри позашкільної натуралістичної роботи.
Станції юних натуралістів мали на меті допомагати школі та комсомольським і піонерським організаціям у вихованні учнів в любові та інтересі до природи і сільського господарства; формувати в них уміння і навички до практичної роботи.
Станції юних натуралістів діяли в системі Міністерства Освіти союзних республік і працювали під керівництвом органів народився освіти, Республіканської ради піонерської організації і Комітету комсомолу. Першу Станцію юних натуралістів створено в Москві 1918, в УРСР — 1925 в Києві. Число
Станцій юних натуралістів в УРСР наприкінці 1971 — 110 (1962 — 56).